# Крис Юън
Крис Юън (на английски: Chris Ewan) е английски писател на произведения в жанра трилър и криминален роман. Пише и като К. М. Юън (C. M. Ewan)

## Биография и творчество
Крис Юън е роден на 6 октомври 1976 г. в Тоунтън, Съмърсет, Англия. Отраства със семейството си на остров Ман. Следва американска филология в Нотингамския университет и специализира канадска филология в Торонто. После следва право и работи като адвокат. Започва да пише още като студент, а после и като адвокат, като създава три непубликувани ръкописа.
Първият му роман „Пътеводител на добрия крадец (за) Амстердам“ от поредицата „Чарли Хауърд“ е издаден през 2007 г. Главният герой, Чарли Хауърд, е ловък крадец прикрит като писател, който краде за забавление и печалба, и на когото нито една ключалка или сейф може да му се опре. Но след като изпълнява поръчка да открадне три незначителни на пръв поглед фигурки на маймунки от различни места за една нощ, различни беди се струпват върху него, защото опасни хора си търсят откраднатите маймунки. В своите приключения Хауърд си партнира с литературната агентка Виктория Нюбъри. Книгата е написана в забавен хумористичен стил и получава наградата „Long Barn Books“ за най-добър първи роман. Романът става бестселър и го прави известен. Телевизия „20th Century Fox“ работи по адаптиране на поредицата в телевизионен мини-сериал.
Първият му самостоятелен роман „Safe House“ (Безопасната къща) е издаден през 2012 г. и става бестселър №1 във Великобритания.
Крис Юън е женен и има две деца. Единадесет години живее със семейството си в Дъглас на остров Ман, където пише книгите си, след което семейството се връща в Съмърсет.

## Произведения

### Самостоятелни романи
- Safe House (2012)
- Dead Line (2013)
- Dark Tides (2014)
- Long Time Lost (2016)
- A Window Breaks (2019) – като К. М. Юън

### Серия „Чарли Хауърд“ (Charlie Howard)
1. The Good Thief's Guide to Amsterdam (2007)
Пътеводител на добрия крадец (за) Амстердам, изд.: ИК „Бард“, София (2010), прев. Анна Христова
2. The Good Thief's Guide to Paris (2008)
3. The Good Thief's Guide to Vegas (2010)
4. The Good Thief's Guide to Venice (2011)
5. The Good Thief's Guide to Berlin (2013)

### Новели
- Scarlett Point (2014)